# Stazione di Capriati a Volturno
La stazione di Capriati a Volturno è una stazione ferroviaria, posta sulla ferrovia Vairano-Isernia, a servizio del comune di Capriati a Volturno, in provincia di Caserta. È situata nel territorio comunale di Sesto Campano, in provincia di Isernia.

## Storia
La stazione venne inaugurata insieme alla tratta Vairano-Venafro il 20 maggio 1886. Lontana 9 km dal centro abitato servito, ha sempre avuto importanza limitata. Danneggiata durante la seconda guerra mondiale, fu ricostruita e riattivata nel 1953. A fine anni 1970 lo scalo merci venne chiuso e nei primi anni 1990 divenne impresenziata. Dal 2002 fu de facto soppressa (fermava ormai un solo treno al giorno nei giorni festivi per effettuare un incrocio), nel 2005 fu completamente e definitivamente soppressa.

## Strutture e impianti
La stazione aveva due binari passanti, ma quello di incrocio è stato rimosso nel 2013, lasciando solo il binario di corretto tracciato. Il fabbricato viaggiatori è visibile, ma chiuso ed abbandonato.